# Liste des maires de Perros-Guirec
Cet article dresse une liste par ordre de mandat des maires de Perros-Guirec.

## Liste des maires
| Période                                  | Période           | Identité                     | Étiquette   | Qualité                                                          |
| ---------------------------------------- | ----------------- | ---------------------------- | ----------- | ---------------------------------------------------------------- |
| Les données manquantes sont à compléter. |                   |                              |             |                                                                  |
| 1790                                     | 29/08/1802        | Yves Allain                  |             |                                                                  |
| 29/08/1802                               | 19/03/1810        | Jacques Le Corre             |             |                                                                  |
| 19/03/1810                               | 26/05/1815        | Jean-Claude Jourand Dutremin |             |                                                                  |
| 26/05/1815                               | 07/07/1815        | François Pasquiou            |             |                                                                  |
| 07/07/1815                               | 24/10/1824        | Jean-Claude Jourand Dutremin |             |                                                                  |
| 24/10/1824                               | 25/10/1830        | Yves Le Corre                |             |                                                                  |
| 25/10/1830                               | 10/04/1841        | Yves Guiomar                 |             |                                                                  |
| 10/04/1841                               | 20/09/1846        | Jacques Perrot               |             |                                                                  |
| 20/09/1846                               | 09/05/1850        | François Riou                |             |                                                                  |
| 09/05/1850                               | 26/12/1854        | Yves Le Bivic                |             |                                                                  |
| 26/12/1854                               | 17/07/1869        | Kergroben                    |             |                                                                  |
| 17/07/1869                               | 01/03/1874        | Yves Le Corre                |             |                                                                  |
| 01/03/1874                               | 05/06/1876        | Eugène Le Graciet            |             |                                                                  |
| 05/06/1876                               | 18/07/1877        | Jean-François Le Montreer    |             |                                                                  |
| 18/07/1877                               | 25/05/1878        | Yves Guiomar                 |             |                                                                  |
| 25/05/1878                               | 23/11/1878        | Jean-François Le Montreer    |             |                                                                  |
| 23/11/1878                               | 14/05/1882        | Yves-Marie Le Corre          |             |                                                                  |
| 14/05/1882                               | 25/07/1886        | Pierre Symoneaux             |             |                                                                  |
| 25/07/1886                               | 15/05/1892        | Pierre Caous                 |             |                                                                  |
| 15/05/1892                               | 17/05/1896        | Yves Guiomar                 |             |                                                                  |
| 17/05/1896                               | 31/05/1896        | Aimé Cossic                  |             |                                                                  |
| 31/05/1896                               | 26/12/1907        | Émile Le Gac                 |             |                                                                  |
| 26/12/1907                               | 13/12/1919        | Eugène Le Jannou             |             |                                                                  |
| 13/12/1919                               | 06/09/1925        | Émile Le Gac                 |             |                                                                  |
| 06/09/1925                               | 19/05/1935        | Hippolyte Le Toiser          |             |                                                                  |
| 19/05/1935                               | 30/09/1944        | Yves Connan                  |             |                                                                  |
| 30/09/1944                               | 31/10/1947        | Julien Laforest              |             |                                                                  |
| 31/10/1947                               | 27/02/1961        | Yves Le Jannou               |             |                                                                  |
| 27/02/1961                               | 20/03/1981        | Yves Le Paranthoën,          |             |                                                                  |
| 20/03/1981                               | 3 septembre 2013, | Yvon Bonnot                  | UDF puis SE | Président de l'Association Nationale des Élus du Littoral Député |
| 3 septembre 2013,                        | 5 avril 2014      | Gilles Déclochez             | DVD         |                                                                  |
| 5 avril 2014                             | en cours          | Erven Léon                   | DVD         | Conseiller départemental                                         |